# シャンピオナ・ドゥ・ゲール1944-1945
シャンピオナ・ドゥ・フランス・ドゥ・フットボール1944-1945は、第二次世界大戦中のリーグ戦 (シャンピオナ・ドゥ・ゲール)として第5回目かつ最後のシーズンである。北部グループ勝者のFCルーアンが南部グループ勝者のリヨンOUを決勝で下し、優勝した。

## 方式
フランスの解放とヴィシー政権崩壊は、「エキップ・フェデラル」と呼ばれた地域選抜チームによるリーグ戦をわずか1シーズンで終わらせた。フランスの最上位サッカーリーグはクラブチーム単位で争われる正常な形を取り戻し、プロクラブとプロサッカー選手の活動も再開された。。
しかしフランス全土の解放を目指す戦闘はまだ続いており、その影響はフランス東部のクラブの参加断念、例年よりも遅い12月開幕、などといった形で表れている。破壊された鉄道などのインフラ問題、フランス国民の経済状態悪化等の事情もあって、1グループによるリーグ戦ではなく24クラブを南北に分けて各々2回戦総当たりのリーグ戦を行い、双方の1位がパリで対戦してシーズン王者を決める形式が採られた。

## 出場クラブ
| 北仏グループ - ル・アーヴルAC - USル・マン - RCランス - リールOSC - RCパリ - レッドスター・オランピック - スタッド・ドゥ・ランス - スタッド・レンネUC - エクセルシオールACルベ - FCルーアン - スタッド・キャピタール - USヴァランシエンヌ＝アンザン | 南仏グループ - オランピック・アレス - FCジロンダン・ドゥ・ボルドー - ASカンヌ - スタッド・クレルモントワ - リヨンOU (サッカー) - オランピック・ドゥ・マルセイユ - SOモンペリエ - OGCニース - ニーム・オランピック - ASサンテティエンヌ - FCセト - トゥールーズFC |

## 順位表[3]

### 北仏
| 1  | FCルーアン                   | 16 | 3 | 3  | 54 | 23 | 35 |
| 2  | RCランス                     | 14 | 2 | 6  | 58 | 32 | 30 |
| 3  | レッドスター・パリ           | 13 | 4 | 5  | 54 | 33 | 30 |
| 4  | スタッド・ドゥ・ランス       | 12 | 4 | 6  | 70 | 30 | 28 |
| 5  | リールOSC                    | 14 | 0 | 8  | 69 | 37 | 28 |
| 6  | RCパリ                       | 10 | 4 | 8  | 55 | 45 | 24 |
| 7  | USヴァランシエンヌ＝アンザン | 11 | 1 | 10 | 48 | 45 | 23 |
| 8  | スタッド・レネUC             | 6  | 5 | 11 | 36 | 65 | 17 |
| 9  | スタッド＝キャピタール       | 4  | 6 | 12 | 30 | 51 | 14 |
| 10 | ル・マンUC                   | 5  | 3 | 14 | 29 | 64 | 13 |
| 11 | エクセルシオールACルベ       | 2  | 7 | 13 | 32 | 65 | 11 |
| 12 | ル・アーヴルAC               | 3  | 3 | 16 | 26 | 71 | 9  |

### 南仏
| 1  | リヨンOU                       | 14 | 6 | 2  | 62 | 22 | 34 |
| 2  | ジロンダン・ドゥ・ボルドー     | 16 | 2 | 4  | 74 | 35 | 34 |
| 3  | FCセト                         | 10 | 6 | 6  | 44 | 34 | 26 |
| 4  | スタッド・クレルモントワ       | 11 | 4 | 7  | 48 | 39 | 26 |
| 5  | オランピック・ドゥ・マルセイユ | 11 | 2 | 9  | 58 | 47 | 24 |
| 6  | トゥールーズFC (1937)          | 9  | 4 | 9  | 57 | 56 | 22 |
| 7  | SOモンペリエ                   | 9  | 3 | 10 | 41 | 58 | 21 |
| 8  | ASサン＝テティエンヌ           | 6  | 5 | 11 | 41 | 58 | 21 |
| 9  | OGCニース                      | 7  | 3 | 12 | 34 | 45 | 17 |
| 10 | ニーム・オランピック           | 5  | 5 | 12 | 42 | 65 | 15 |
| 11 | オランピック・アレス           | 6  | 3 | 13 | 34 | 61 | 15 |
| 12 | ASカンヌ                       | 5  | 3 | 14 | 27 | 50 | 13 |

### 決勝
- ルーアン 4 - 0 リヨン (1945年6月17日)

## シーズンハイライト
- 北仏グループは1944年11月に始まったが、南仏は1945年1月開始であった。ただでさえ始まるのが遅かったうえに順延試合も多発、さらに追い打ちをかけたのが厳しい冬の寒さだった。予定された1945年6月24日までに両グループの1位が決まるのかどうか、非常に不安視されていた。
- 運営は混乱した。試合結果が正しく公式記録化されないトラブルも多発し、このシーズンの順位表・出場メンバーの記録が書籍によってバラバラ、といった事態も起こった[2]。
- 一貫してメンバーを固定しながら戦い続けたFCルーアンは、北仏グループでレッドスター、リールOSCと激しい争いを繰り広げた。この2チームが失速し入れ替わりにRCランスが2位に躍り出るも、ルーアンは勝ち点5差をつけて決勝進出を決めている。
- 北仏グループのRCランスは1940年代、つまり第2次大戦期に入ってから最も好成績を残したクラブのひとつだったが、このシーズンは追い上げが遅くアウェイでの不振が痛かったうえ、ホームでのルーアンとの直接対決も落とした。とはいえ2月上旬時点で7位だったRCランスは、最終的にグループ2位に食い込んでいる。
- 目立たない存在だったリヨンOUが南仏グループを勝ち抜いた事は、サプライズだった。マッチレースは熾烈であり、ジロンダン・ドゥ・ボルドーは勝ち点で並びながらも、得失点差わずか1ポイントの差で敗退。ボルドーは2つの敗戦を判定勝ちで勝利に変えてもらったという幸運があったが、それでもわずかに及ばなかった。